# Myrmecia pilosula
Espèce
Myrmecia pilosula, dont les noms vernaculaires sont hopper ant ou jumper ant ou encore Jack jumper, est une espèce de fourmi venimeuse originaire d'Australie, dont les plus fortes populations se situent dans le Sud-ouest de l'Australie et en Tasmanie. Elle fait partie du genre Myrmecia, genre dont les membres sont tous des fourmis géantes.
L'espèce est décrite pour la première fois en 1858 par l'entomologiste britannique Frederick Smith. La femelle (reine) a une apparence semblable à celle des ouvrières, alors que les mâles sont facilement reconnaissables, notamment grâce à leurs mandibules plus petites. Il s'agit de grandes fourmis, dont la taille est similaire pour les ouvrières (12 à 14 mm) et les mâles (11 à 12 mm). La reine est plus grande (14 à 16 mm).
Principalement actives pendant la journée, les fourmis sauteuses vivent dans des nids construits dans des sols composés de gravillons et de sables fins, comme ceux que l'on trouve dans les forêts claires ou dans les zones urbaines. Elles tuent leurs proies, de petits insectes, en les piquant avec leur dard et en leur injectant du venin. D'autres espèces de fourmis, ainsi que certains invertébrés, s'attaquent aux fourmis sauteuses. L'espérance de vie d'une ouvrière est de plus d'une année. Les fourmis sauteuses possèdent le gène gamergate, c'est-à-dire des fourmis ouvrières capables de s'accoupler et de se reproduire, ce qui permet la survie de la colonie après la perte de la reine. Elles sont connues pour avoir le plus petit nombre de chromosomes du règne animal, une seule paire.
La piqûre de la fourmi sauteuse provoque généralement une réaction locale bénigne, cependant, comme pour les autres fourmis du genre Myrmecia, elle est l'une des rares pouvant être dangereuses pour l'homme. Leur venin, particulièrement immunogène pour un venin d'insecte, est la cause de 90 % des cas d'allergie aux piqûres de fourmis en Australie, et, dans les régions où elles sont endémiques, jusqu'à 3 % de la population humaine présente un risque allergique. Environ la moitié des personnes allergiques peuvent faire un choc anaphylactique, qui, dans de rares occasions, peut conduire à la mort. Entre 1980 et 2000, on a recensé quatre décès dus à un choc anaphylactique à la suite d'une piqûre de fourmi sauteuse, tous en Tasmanie, mais le nombre de morts pourrait se monter à six. Il existe un traitement par désensibilisation pour les personnes présentant un risque de fortes réactions allergiques.

## Synonymes
- Ponera ruginodaSmith, 1858[1].

## Taxonomie

### Historique
Les fourmis du genre Myrmecia sont communément appelées « fourmis bouledogues ». La fourmi sauteuse a été décrite par l'entomologiste britannique Frederick Smith en 1858, dans son « Catalogue of hymenopterous insects », collection du British Museum, partie VI, sous le nom binomial de Myrmecia pilosula,. Le spécimen type est conservé au British Museum.
Un synonyme, Ponera ruginoda, décrit également par Frederick Smith, a été publié. Dans les années 1950, Frederick Smith décrit Ponera ruginoda comme une espèce à part entière, mais, après que des spécimens de chaque furent comparés, il s'est avéré que Ponera ruginoda était en réalité un exemplaire juvénile de Myrmecia pilosula,,.
Parmi un groupe de neuf espèces du genre Myrmecia prédominantes en Australie, il a été démontré que les quatre qui possèdent une carène occipitale (M. gulosa, M. nigrocincta, M. urens et M. picta) font partie d'un groupe monophylétique, alors que les cinq autres espèces ne possédant pas de carène occipitale (M. aberrans, M. mandibularis, M. tepperi, M. cephalotes et M. pilosula) forment un assemblage paraphylétique et basique. La fourmi sauteuse actuelle ne fait pas partie d'une seule espèce, sa gamme de chromosomes suggère qu'elle aurait des espèces jumelles,.
Dans sa publication, Smith décrit une ouvrière fourmi sauteuse :

« Longueur 4 1/4 lignes. -Noire: recouverte de poils cendrés fins, courts et soyeux; la tête quadrangulaire, avec des angles arrondis, striée longitudinalement, stries irrégulières, se chevauchant; le prothorax avec des stries divergeant depuis le centre; stries sur le mésothorax et le métathorax longitudinales, mais transversales sur la troncature oblique; les nœuds du pédoncule sont globuleux, le premier annelé, avec un pétiole court et épais. Les mandibules, les antennes, les tibias, le tarse, la moitié apicale du fémur antérieur, ainsi que les pointes des paires intermédiaires et postérieures sont d'un pâle rouge testacé. »

Smith décrit également un mâle et une femelle (reine) :

« Femelle : longueur 5 lignes. -De la même couleur que l'ouvrière, pilosité similaire: le thorax est plus large et plus grossièrement sculpté; le premier nœud du pétiole est annelé transversalement et grossièrement, avec une carène centrale et longitudinale.
Mâle : longueur 3 1/2 lignes. -Ressemble à l'autre sexe, mais avec les antennes, les tibias et le tarse testacés obscurs et foncés; il est également annelé plus grossièrement, pas strié distinctement; le premier nœud du pétiole est annelé et caréné comme chez la femelle. »

## Noms vernaculaires et classement
Le nom de fourmi sauteuse, fourmi sauterelle ou Jack jumper vient du mode de déplacement caractéristique par sauts lorsqu'elle est excitée ou à la recherche de nourriture. Elle le partage avec d'autres espèces de fourmis Myrmecia, comme la Myrmecia nigrocincta.
La fourmi sauteuse appartient au genre Myrmecia, à la sous-famille Myrmeciinae. La plupart des ancêtres de la fourmi sauteuse et du genre Myrmecia dans son entier, n'ont été retrouvés que dans des fossiles, à l’exception de Nothomyrmecia macrops, seul parent vivant actuellement,.

## Description

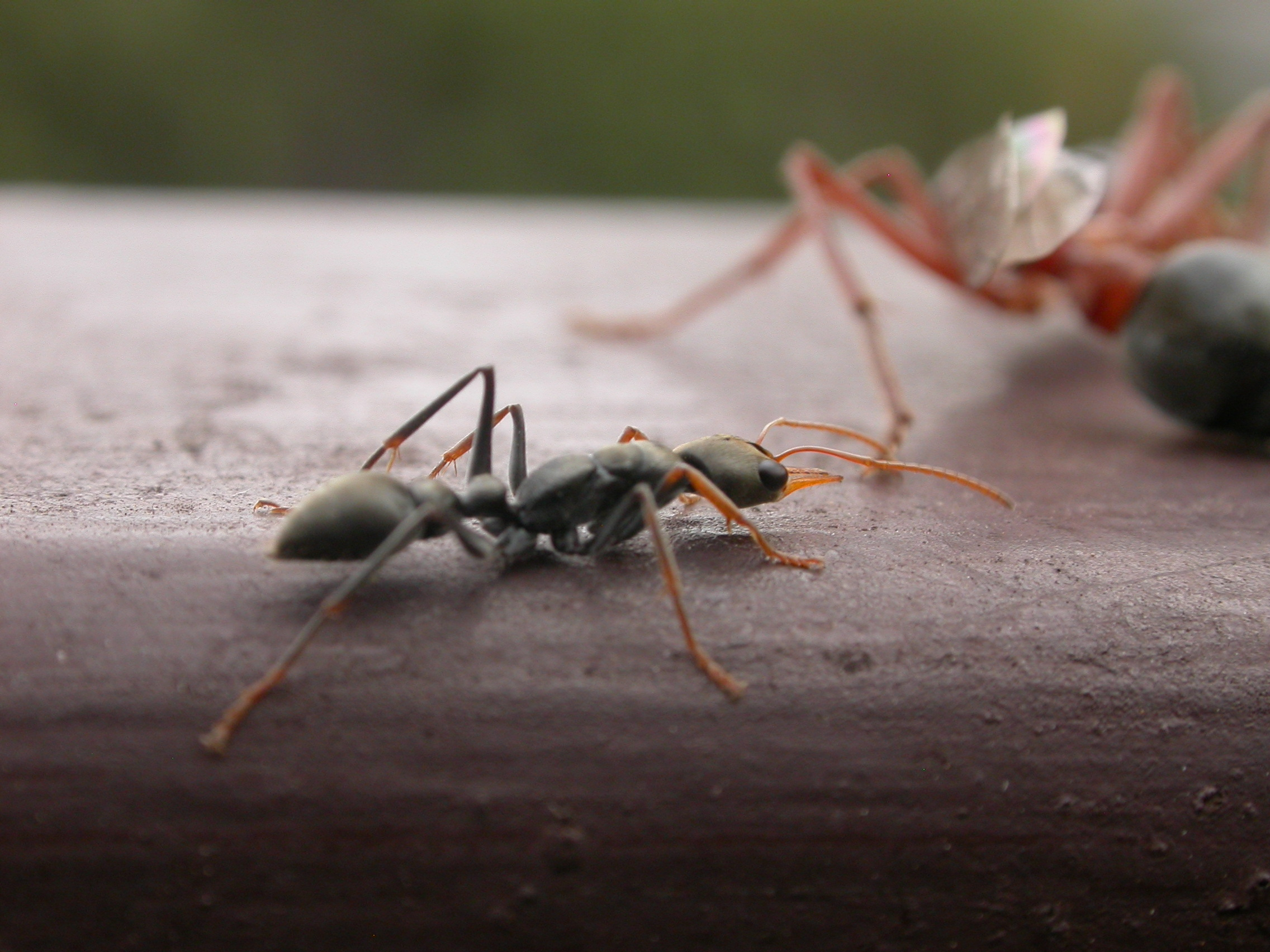
Myrmecia pilosula s'approchant d'une reine Myrmecia nigriceps.

Les ancêtres de la fourmi sauteuse possédaient de puissants dards et de larges mandibules, préfigurant les siens. La fourmi sauteuse peut être de couleur noire ou rouge noirâtre, les pattes, les antennes, les tibias, le tarse et les mandibules sont jaunes ou orange. Les poils sont grisâtres, courts et dressés, plus longs et abondants sur l'abdomen et assez long sur les mandibules. Il n'y en a pas sur les antennes et ils sont très courts et à demi dressés sur les pattes. Sur le mâle, les poils sont gris, très longs et abondants sur tout le corps, mais commencent à se raccourcir sur les pattes. Les poils sont blancs et jaunes sur l'abdomen du mâle.
La reine a une apparence très similaire à celle des ouvrières, mais les dessins sur son corps sont plus irréguliers et grossiers. Les mâles sont différenciables des ouvrières et de la reine grâce à leurs mandibules plus petites et triangulaires. Les mandibules du mâle possèdent une large dent au centre entre l'apex et la base du bord intérieur. De petites cavités (petits points) sont visibles sur la tête, sur laquelle elles sont larges et peu profondes. Le thorax et l'abdomen sont également ponctués irrégulièrement de petites cavités.
L'ouvrière mesure entre 12 et 14 mm, les mâles entre 11 et 12 mm et la reine entre 14 et 16 mm. La fourmi sauteuse est de taille moyenne comparée aux autres espèces de Myrmecia.

## Distribution et habitat

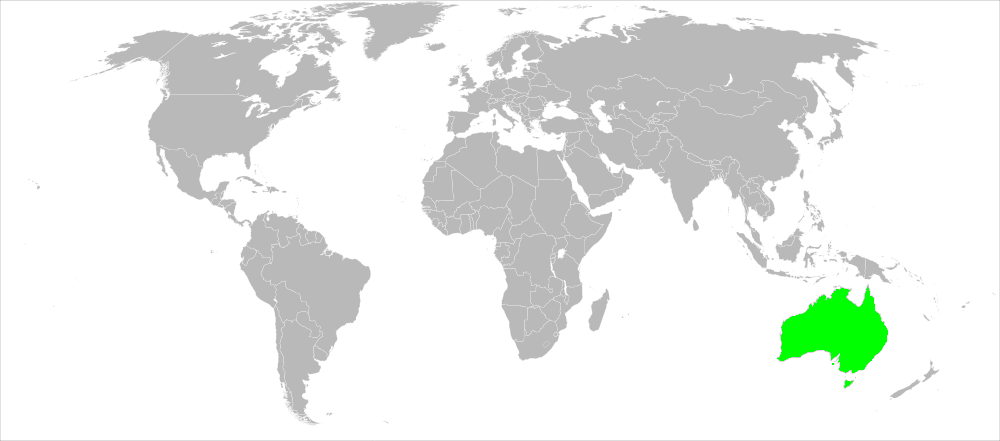
répartition de M. pilosula.

La fourmi sauteuse est abondante partout en Australie. On la trouve en Australie-Occidentale où elle a été observée à Albany, Mundaring, Denmark et dans les formations de type "sandhill" autour de la ville d'Esperance. La fourmi sauteuse est rarement observée dans les régions du Nord de l'État de l'Australie-Occidentale. Sa présence a également été signalée dans le Sud de l'Australie, y compris sur le Mont Lofty, à Normanville, Aldgate et à l'extrême ouest de l'Île Kangourou où il y en a de fortes populations. Elle est répandue dans l'État de Victoria, en Nouvelle-Galles du Sud où elle a été enregistrée dans la plupart des zones côtières, dans les Snowy Mountains et dans les Montagnes Bleues. Elle est également répandue dans le Territoire de la capitale australienne. Elle est présente sur les Monts Bunya, à Fletcher, Stanthorpe, sur le Mont Tamborine et à Millmerran dans le Queensland. Son aire de distribution va jusqu'au nord de Rockhampton. On trouve également des fourmis sauteuses en Tasmanie.

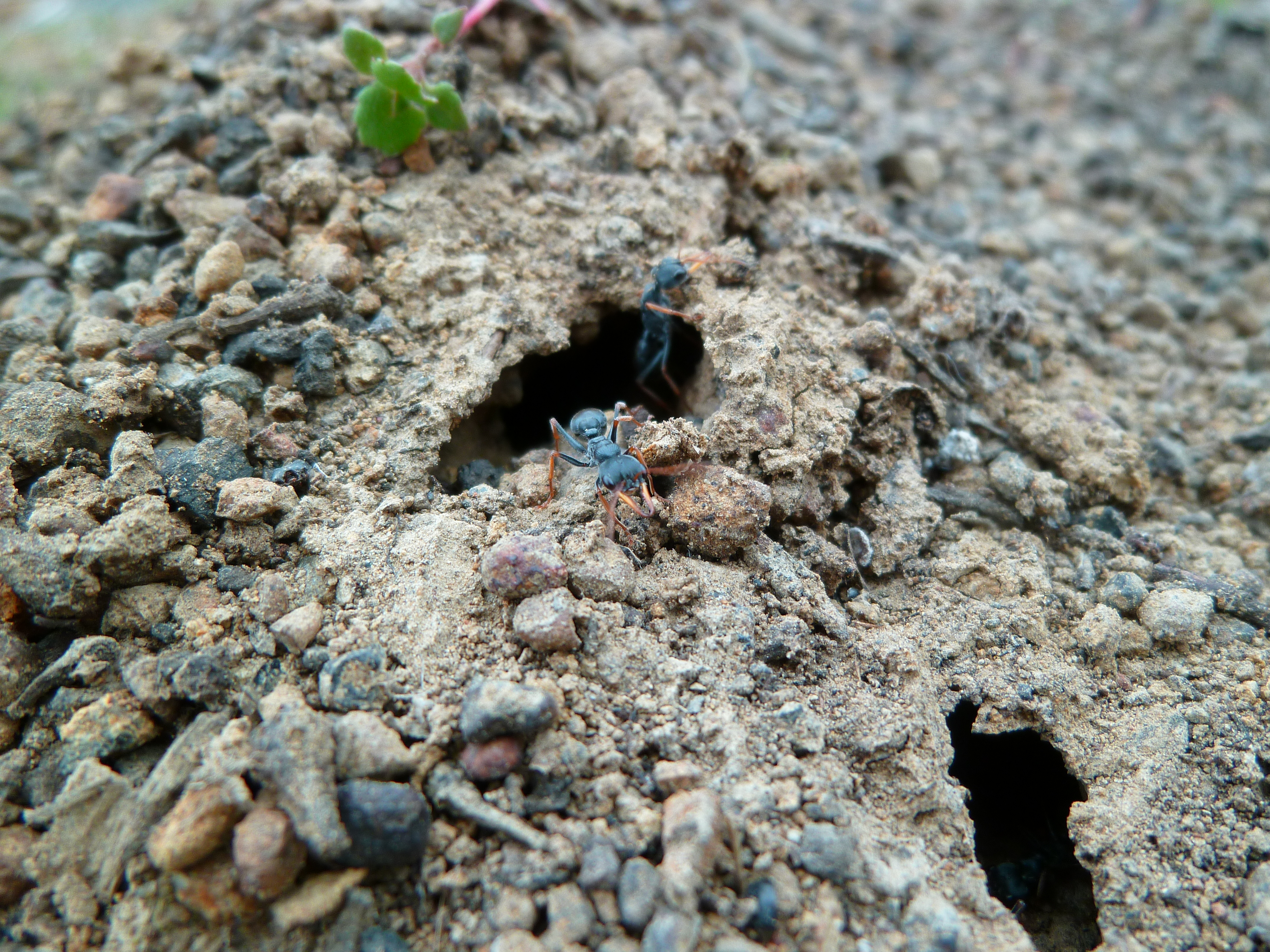
Deux ouvrières gardant l'entrée du nid.

La fourmi sauteuse se rencontre dans les habitats ouverts, comprenant les pâturages, les jardins et les pelouses. Elles préfèrent les gravillons et un sol sablonneux. Elles peuvent être observées autour de buissons clairsemés. Leurs habitats naturels préférés sont les forêts claires, les forêts ouvertes et les aires urbaines. Les populations de fourmis sauteuses sont habituellement très denses dans les régions de haute montagne,,. Leurs nids peuvent être cachés discrètement sous un rocher ou peuvent être constitués d'un monticule de gravier fin de 20 à 60 cm de diamètre,. Leur aire de répartition dans le sud de l'Australie, comme celle d'autres espèces de fourmi de la région, semble être un reliquat de zones favorables, habituellement ou quelquefois humides, séparées par de larges étendues de terres arides intermédiaires. Des spécimens de fourmi sauteuse ont été retrouvés dans des forêts sclérophylles sèches à des altitudes variant de 121 à 1 432 mètres, mais la plupart du temps à 1 001 mètres de moyenne.
En Tasmanie, les fourmis sauteuses sont distribuées principalement dans les forêts ouvertes et sèches d'eucalyptus. Cet environnement ouvert, chaud et sec assure l'isolement des fourmis et fournit les ressources nécessaires en chaleur et en nourriture comme du nectar et des invertébrés. Les fourmis sauteuses utilisent la chaleur des rochers et du sol et décorent leurs nids avec des graines, de la terre, du charbon de bois, des pierres, des morceaux de bois, et même de petits cadavres d'invertébrés. Dans les banlieues, elles sont associées à la végétation indigène tout en utilisant des fissures dans les murs en béton, des rocailles, des déchets et des herbes secs pour construire des nids. Il a été prouvé que les banlieues possédant de larges espaces de végétation, telles Mount Nelson, Fern Tree et West Hobart ont des populations de fourmi sauteuse, alors qu'elles sont absentes des banlieues fortement construites comme North Hobart et Battery Point.

## Comportement et écologie

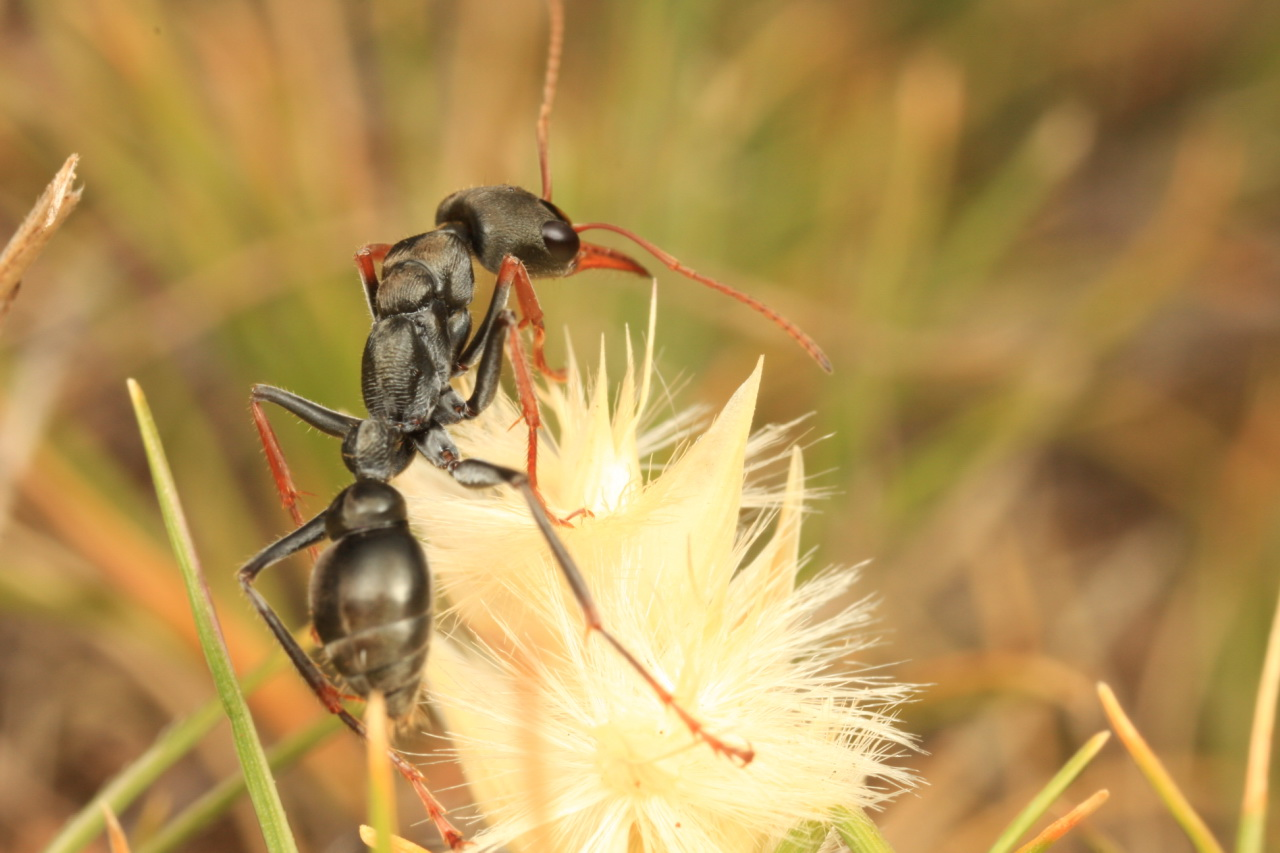
Ouvrière sur le dessus d'une fleur séchée.

Les fourmis sauteuses sont principalement diurnes, elles chassent pendant le jour,. Elles hibernent lorsque les températures sont basses. Les fourmis sauteuses sont extrêmement territoriales ; les combats entre fourmis sauteuses de différentes colonies, mais également entre fourmis sauteuses de la même colonie, ne sont pas rares. Elles sont connues pour être très agressives envers les intrus.
Des fourmis sauteuses ont été observées sur les inflorescences de Prasophyllum alpinum (habituellement pollinisées par les guêpes de la sous-famille des Ichneumonidae). Les fourmis sauteuses ont l'habitude de nettoyer leurs mandibules lorsqu'elles se trouvent sur la partie végétative de la plante avant de se rendre sur d'autres plantes riches en nectar, ce qui empêche l'échange de pollen malgré la présence de ce dernier sur leurs mâchoires. Cependant, cela indique qu'elles peuvent être des pollinisatrices.

### Proies

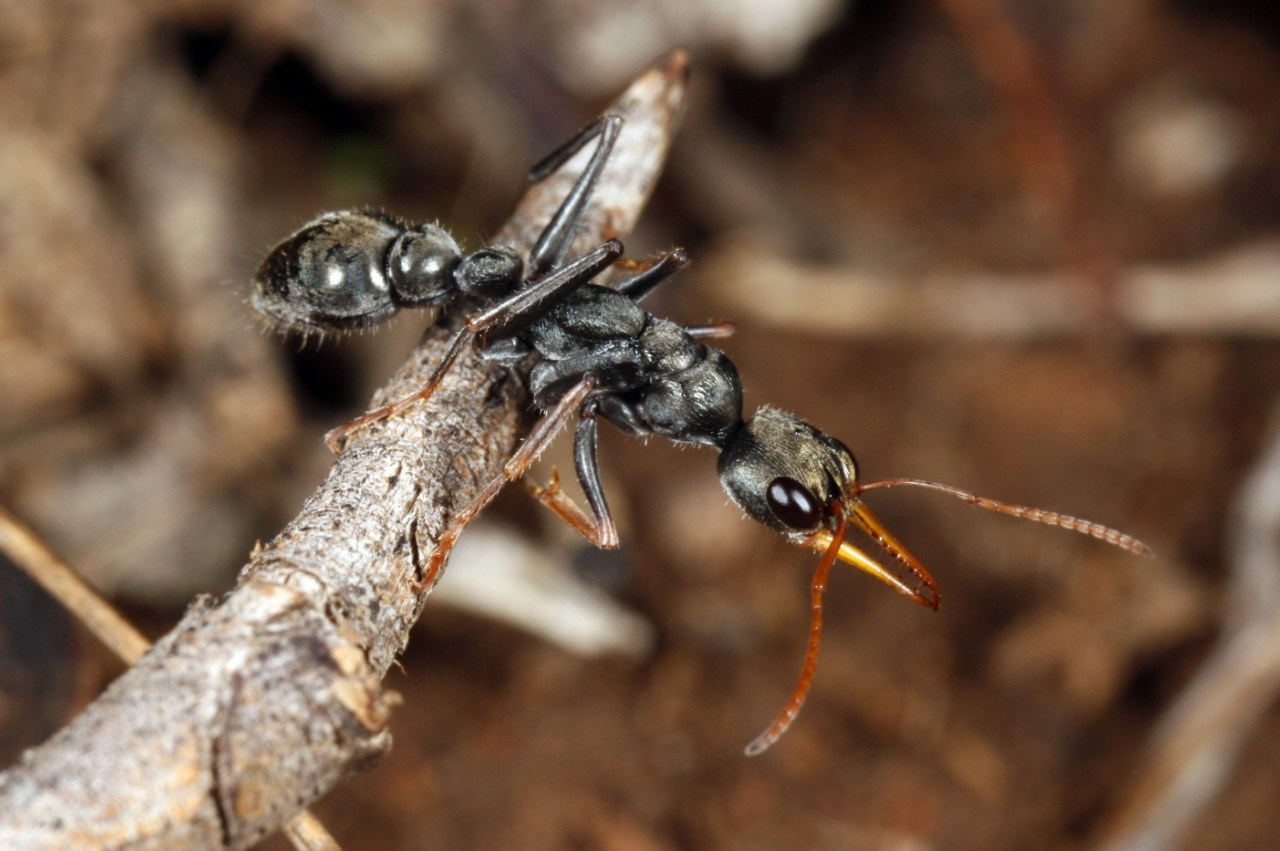
Ouvrière recherchant de la nourriture

Généralement, comme de nombreuses espèces de Myrmecia, bien qu'elle vive en colonie comme toutes les fourmis, elle part en quête de nourriture en solitaire. Seules les ouvrières cherchent de la nourriture. Les fourmis sauteuses sont omnivores et nécrophages. Elles piquent leurs victimes et leur inoculent un venin semblable à celui des guêpes, des abeilles ou des fourmis de feu qui est très douloureux pour l'homme. Contrairement aux abeilles, les fourmis sauteuses peuvent piquer plusieurs fois leur victime, sans perdre leur dard et sans mourir après. Les fourmis sauteuses sont de bonnes chasseuses; même les guêpes et les abeilles sont chassées et dévorées. Ces fourmis ont une excellente vision qui les aide pour chasser. Leurs autres sources de nourriture comprennent d'autres fourmis comme les fourmis charpentières (Camponotus), les sécrétions sucrées provenant de plantes, d'insectes suceurs de sève et d'autres solutions sucrées. Les fourmis sauteuses chassent aussi d'autres petits insectes et araignées. Elles chassent aussi activement de petits arthropodes pour nourrir leurs larves qui parfois même les suivent sur une courte distance. Dans des conditions de test, des fourmis sauteuses et des fourmis M. simillima ont été nourries avec des mouches domestiques (Musca domestica) et des mouches vertes et bleues (Calliphoridae) congelées. Les observations montrent que les fourmis sauteuses courent et sautent énergiquement sur les mouches lorsque celles-ci se posent sur les arbustes, en particulier ceux du genre Acacia, les plantes et les arbres.

### Prédateurs et parasites
Les prédateurs de la fourmi sauteuse, et du genre Myrmecia dans son entier, comprennent d'autres fourmis, des araignées, des lézards, des oiseaux et des mammifères. Des prédateurs invertébrés comme le réduve (Reduviidae) et la veuve noire à dos rouge (Latrodectus hasseltii) chassent la fourmi sauteuse ainsi que les autres fourmis Myrmecia. Des échidnés, en particulier l'échidné à nez court (Tachyglossus aculeatus), les chassent et mangent leurs larves et leurs œufs,.
La fourmi sauteuse est l'hôte de plusieurs parasites, dont les grégarines (Gregarinasina). L'un des effets du parasitage est le changement de couleur de la fourmi qui passe du noir typique au brun. Ceci a été constaté lors de la dissection de fourmis de couleur brune qui montraient des signes de présences de spores de parasites, alors que celles de couleur noire n'en montraient point. Lorsqu'ils sont présents en grand nombre, les parasites interférent avec l'assombrissement normal de la cuticule lorsque la fourmi est au stade de pupe. La cuticule s'adoucit en présence du parasite grégarine.

### Cycle de vie
Les ouvrières ont une espérance de vie comprise entre 401 et 584 jours pour une moyenne de 474 jours. La reine vit beaucoup plus longtemps que les ouvrières,.
George C. et Jeanette Wheeler (1971) décrivent de très jeunes larves de 2,4 mm de long, avec deux types de poils, de jeunes larves (stade juste après celui de très jeunes larves) de 2,7 mm, mais avec des similitudes avec les larves matures de 12,5 mm.

### Reproduction

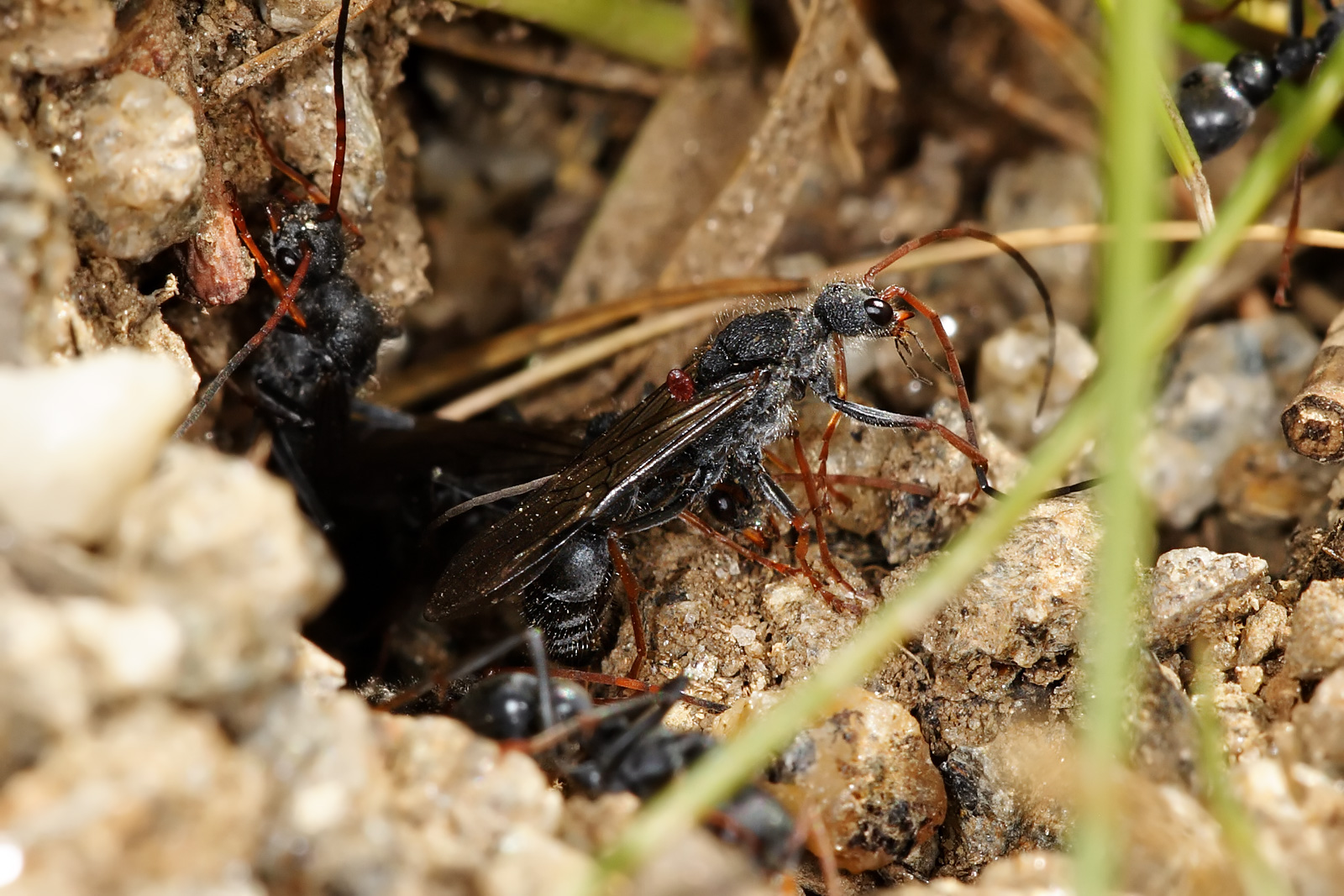
Drone (mâle) émergeant du nid

Lors du vol nuptial, les reines s'accouplent avec de 1 à 9 mâles et le nombre effectif d'accouplement par reine varie de 1,0 à 11,4. La fréquence relative du nombre d'accouplements par reine et le nombre effectif d'accouplements diminuent s'il y a plusieurs mâles partenaires. Les colonies de fourmis sauteuses sont polygynes, ce qui signifie qu'il peut y avoir plusieurs reines par colonies. Lorsque la reine établit un nid après l'accouplement, elle va chasser pour nourrir ses petits, ce qui signifie qu'elle est semi-cloîtrée. Le nid est grand et peut contenir entre 500 et plus de 1 000 individus,. En utilisant la méthode de mesure des allozymes, il a été prouvé que certaines colonies sont polygynes et polyandres. Dans une étude sur la structure génétique des colonies de fourmis sauteuses, le nombre de reine par colonie varie de 1 à 4 et 11 des 14 colonies testées étaient polygynes (78,6 %), indiquant que c'est assez courant. La fourmi sauteuse possède le gène gamergate , grâce auquel les ouvrières sont capables de se reproduire aussi bien dans des colonies avec que sans reine. Dans les colonies avec de multiples reines, les reines pondeuses, généralement, ne sont pas en relation les unes avec les autres.

### Génétique
Myrmecia pilosula est une espèce haplodiploïde, c'est-à-dire que le mâle possède deux fois moins de chromosomes que la femelle. Or, la femelle ne possède qu'une paire de chromosomes. Il s'agit du plus petit nombre connu de chromosomes (ou même possible) pour un animal. Selon une étude, les chromosomes sont numérotés 2n = 2, 9, 10, 18, 19, 20, 21, 22, 23, 24, 25, 26, 27, 30, 31 et 32[Quoi ?]. Considérée par les taxonomistes comme espèce unique,, il a été aussi constaté que les numéros de chromosome varient différemment selon le niveau auquel ils sont présents[Quoi ?]. Chez la fourmi sauteuse, la translocation peut expliquer l'origine d'un long centromère métacentrique dû à la fusion d'un chromosome subtélocentrique et d'un chromosome acrocentrique,. Une étude prouve que la fourmi sauteuse a 9 locus polymorphes, ce qui donne un total de 67 allèles, allant de 3 à12 avec une moyenne de 7,44 par locus, et avec une hétérozygotie allant, respectivement, de 0,5625 à 0,9375, et de 0,4863 à 0,8711.

## Interactions avec les humains

### Historique
Le docteur Paul Clark attire pour la première fois l'attention du corps médical sur les fourmis sauteuses en 1986. Avant cela, il n'y a pas d'antécédents d'accidents mortels ou d'études sur leur venin. De 1989 à 1994, l'Australasian Society of Clinical Immunology and Allergy enregistre 454 cas de piqûres pour 224 patients.

### Incidence
L'ampleur du problème des piqûres de fourmis sauteuses diffère selon les régions. Le taux de prévalence de l'allergie est très faible dans les zones fortement urbanisées comparé à celui des zones rurales où il est reconnu que les réactions allergiques et les incidents sont beaucoup plus élevés en raison d'une plus forte proportion de personnes pouvant faire de graves réactions allergiques. Cependant, dans l'ensemble, ces fourmis représentent un grand danger dans tous les États du sud de l'Australie en raison de la forte proportion de la population vulnérable à leur piqûre,,. Dans les zones urbaines, 17-30 % des cas d'anaphylaxie viennent des piqûres, ce taux monte à 60 % dans les zones rurales. La fourmi sauteuse est responsable de la majorité des cas d'anaphylaxie en Australie et ce taux est le double de celui dû aux piqûres d'abeille.
La fourmi sauteuse est tristement célèbre en Tasmanie où la plupart des décès ont été enregistrés. Elle est une cause majeure d'anaphylaxie en dehors de la Tasmanie, notamment autour d'Adélaïde et de la banlieue de Melbourne, alors qu'en Nouvelle-Galles du Sud et en Australie-Occidentale, les cas enregistrés sont plus répartis. Un adulte sur cinquante souffre d'anaphylaxie due à la fourmi sauteuse ou à une autre fourmi Myrmecia. Les décès à la suite d'une anaphylaxie sont de un pour trois millions chaque année. La fourmi sauteuse est responsable de plus de 90 % des allergies à un venin en Australie.

### Le venin

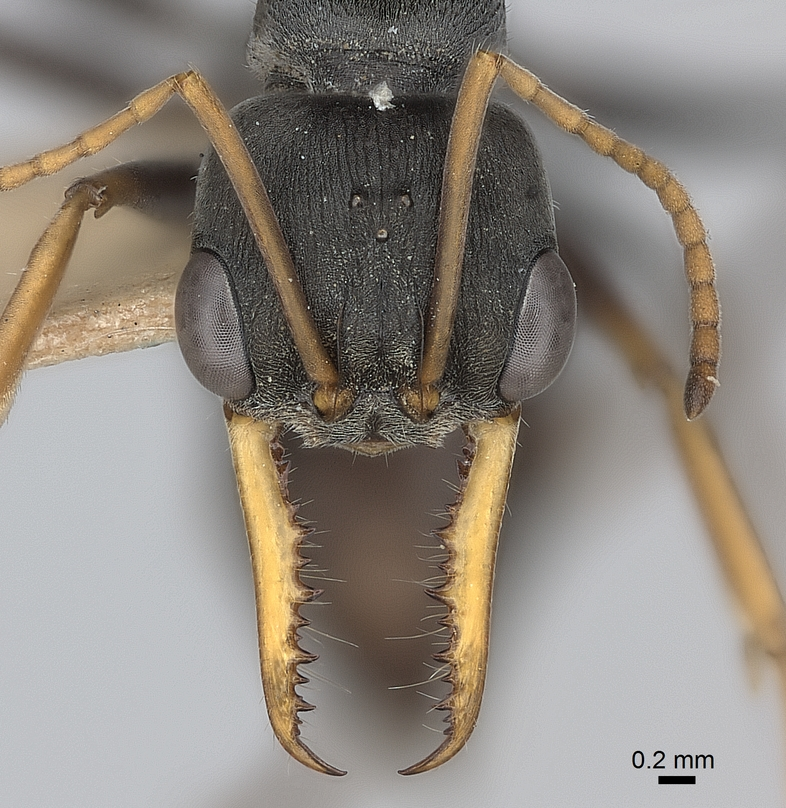
Lorsqu'elles attaquent, les fourmis sauteuses utilisent aussi bien leurs mandibules que leur dard

Les fourmis sauteuses, ainsi que les autres fourmis apparentées du genre Myrmecia, sont parmi les fourmis les plus dangereuses à cause de leur grande agressivité et se sont elles-mêmes forgé une réputation redoutable. Le Livre Guinness des records a même déclaré Myrmecia pyriformis comme la fourmi la plus dangereuse du monde,. La fourmi sauteuse a été comparée à d'autres comme Pachycondyla sennaarensis, P. chinensis ou à la fourmi de feu (Solenopsis invicta).
Le venin des fourmis sauteuses contient de l'histamine, des hémolytiques et des eicosanoïdes, ainsi que toute une gamme de substances actives et d'enzymes dont les phospholipases A2 et B, des hyaluronidases et des phosphatases acides et alcalines,. Le venin contient également deux peptides ; le pilosuline 1, qui a des effets cytotoxiques et le pilosuline 2, qui a des propriétés hypotensives,. Ces deux peptides pourraient intervenir dans le traitement de certaines maladies, en chimiothérapie pour le pilosuline 1 grâce à sa capacité à détruire les cellules humaines et, pour le pilosuline 2, dans le traitement de maladies cardiaques grâce à ses effets anti-hypertensifs.
Le peptide pilosuline 1 présent dans le venin de la fourmi sauteuse inhibe l'incorporation de la méthyl-thymidine dans les lymphocytes B transformés par le virus d'Epstein-Barr. La DL50 est plus petite en concentration que celle de la mélittine, un peptide présent dans le venin d'abeille. Des reines en quête de nourriture collectées à Hobart possédaient un dard muni d'une glande en forme de bulbe, mais une série incomplète de prélèvements n'a pas permis de démontrer sa présence chez les ouvrières.
La mesure de la perte de viabilité des cellules dans le venin de la fourmi sauteuse a été effectuée par cytométrie en mesurant la proportion de cellules fluorescentes sans ajout de marqueur fluorescent et de 7-Aminoactinomycine D. Les examens des lymphocytes B transformés par le virus d'Epstein-Barr ont montré que les cellules perdent leur viabilité en quelques minutes quand elles sont exposées au peptide pilosuline 1. Il en va de même pour les globules blancs normaux. Cependant, la perte de viabilité des cellules est moindre en présence de peptides partiels du pilosuline 1. On suppose également que l'extrémité N-terminale est essentielle à l'activité cytotoxique du pilosuline 1.
Vingt pour cent des fourmis sauteuses ont un sac à venin vide, par conséquent, une réaction négative à la piqûre de fourmi sauteuse, spécialement après une réaction allergique, ne doit pas être considérée comme une perte de sensibilité, en dépit du fait que la gravité des réactions allergiques tend à fluctuer quand il s'agit de piqûre d'insecte. D'importantes quantités de venin de fourmis, principalement celui de la fourmi sauteuse, ont été analysées pour en caractériser les composants. Une étude conduite par l'East Carolina University, qui portait et résumait les connaissances sur les piqûres de fourmis et leur venin, a montré que seules la fourmi de feu et la fourmi sauteuse ont subi des études approfondies en ce qui concerne les composants allergènes de leur venin. Ces composants allergènes comprennent des peptides qui se trouvent sous la forme d'hétérodimères, d'homodimères et de pilosuline 3.

### Signes cliniques et symptômes
Les symptômes sont similaires à ceux des piqûres de fourmis de feu. La réaction est d'abord locale, avec gonflement, rougeur et chaleur, suivie par la formation d'une cloque. La piqûre de la fourmi sauteuse, comme celle de l'abeille ou de la guêpe, est la cause la plus courante d'anaphylaxie à une piqûre d'insecte,,. La réaction la plus fréquente est une vive douleur semblable à une décharge électrique. Certains patients ont également développé une réaction allergique cutanée systémique. La fréquence cardiaque augmente et la pression sanguine chute rapidement. Une réaction allergique sévère peut causer des difficultés respiratoires, un gonflement de la langue et de la gorge, de la toux, des douleurs thoraciques et abdominales, des nausées et des vomissements, une perte de conscience ou l'évanouissement, et peut, chez les enfants, provoquer des symptômes comme la pâleur et l'hypotonie musculaire.
Chez les individus allergiques au venin (environ 2 %-3 % de la population), une piqûre peut causer un choc anaphylactique,,. Le délai moyen entre la piqûre et l'arrêt cardiaque est de 15 minutes, mais ce dernier peut survenir après plus de trois heures,. Plusieurs études ont démontré que l'allergie à la piqûre de fourmi sauteuse ne disparaît pas rapidement. Les personnes allergiques feront très probablement une autre réaction allergique en cas de nouvelle piqûre Environ 70 % des patients avec des antécédents de réactions systémiques aux piqûres de fourmis auront la même réaction à chaque nouvelle piqûre. Environ la moitié de ces réactions sont potentiellement mortelles, le plus souvent chez les personnes qui se sont déjà faites piquées. Une anaphylaxie à la suite d'une piqûre de fourmi sauteuse n'est pas rare et, selon un sondage, 2,9 % des 600 résidents semi-ruraux de Victoria font des allergies aux piqûres de fourmi. La sensibilité aux piqûres persiste plusieurs années. Les chiffres pour les allergies aux piqûres d'abeilles et de guêpes européennes sont de, respectivement, 50 % et 25 %.
En 2011, une étude sur les allergies aux venins de fourmis avec comme objectif de déterminer quelles fourmis indigènes australiennes étaient associées aux anaphylaxies montra que la fourmi sauteuse était responsable dans la majorité des cas de patients faisant une réaction aux piqûres de fourmis du genre Myrmecia. Sur les 265 patients qui ont réagi à une piqûre de fourmi appartenant au genre Myrmecia, 176 l'ont fait à la suite d'une piqûre de fourmi sauteuse. Quinze ont réagi à la piqûre de M. nigrocincta et trois à celle de M. ludlowi, les 56 autres à celle d'autres espèces de fourmis Myrmecia. L'étude conclut que quatre fourmis indigènes d'Australie peuvent causer une anaphylaxie. Outre les espèces du genre Myrmecia, la fourmi à tête verte (Rhytidoponera metallica) peut causer également une anaphylaxie.

### Premiers secours et traitement d'urgence
Le traitement est très similaire à celui des piqûres de guêpe et d'abeille. À chaque nouvelle piqûre, les réactions au venin sont plus en plus graves chez les personnes prédisposées, dont beaucoup doivent transporter en permanence des ampoules d'adrénaline administrables par injection. Parmi les cas d'anaphylaxie dus à des piqûres de fourmis se présentant au Royal Hobart Hospital, les plus fréquents sont ceux dus à la fourmi sauteuse. Les décès liés à la piqûre de la fourmi sauteuse sont plus fréquents chez les personnes de 40 ans et plus et sont principalement dus à la comorbidité lors de la réanimation cardiopulmonaire,. Deux des victimes prenaient des inhibiteurs de l'enzyme de conversion angiotensine, connus pour augmenter le risque d'anaphylaxie. Trois des victimes avaient déjà eu des allergies aux piqûres de fourmis, la quatrième n'a pas utilisé l'adrénaline auto-injectable qu'elle avait pourtant sur elle. Lors des autopsies, la plupart des personnes décédées montraient un sévère œdème du larynx ainsi que de l'athérosclérose coronarienne. La plupart des victimes décédées l'ont été dans les 20 minutes suivant la piqûre. Une personne sur cinq a besoin d'une seconde injection d'adrénaline lors du traitement. Les médicaments tels les antihistaminiques, les antihistaminiques H2, les corticoïdes et les leucotriènes n'ont pas d'effets contre l'anaphylaxie.

### Désensibilisation
La désensibilisation (ou immunothérapie de désensibilisation) ayant démontré son efficacité dans la prévention des anaphylaxies, une immunothérapie à base de son propre venin a été développée pour la fourmi sauteuse,. Contrairement à celui du venin d'abeille et de guêpe, malgré la preuve de son efficacité, le traitement par immunothérapie contre le venin de fourmis sauteuses manque de financement, sans compter qu'il n'y a pas d'extrait de venin disponible dans le commerce pour les tests cutané,.

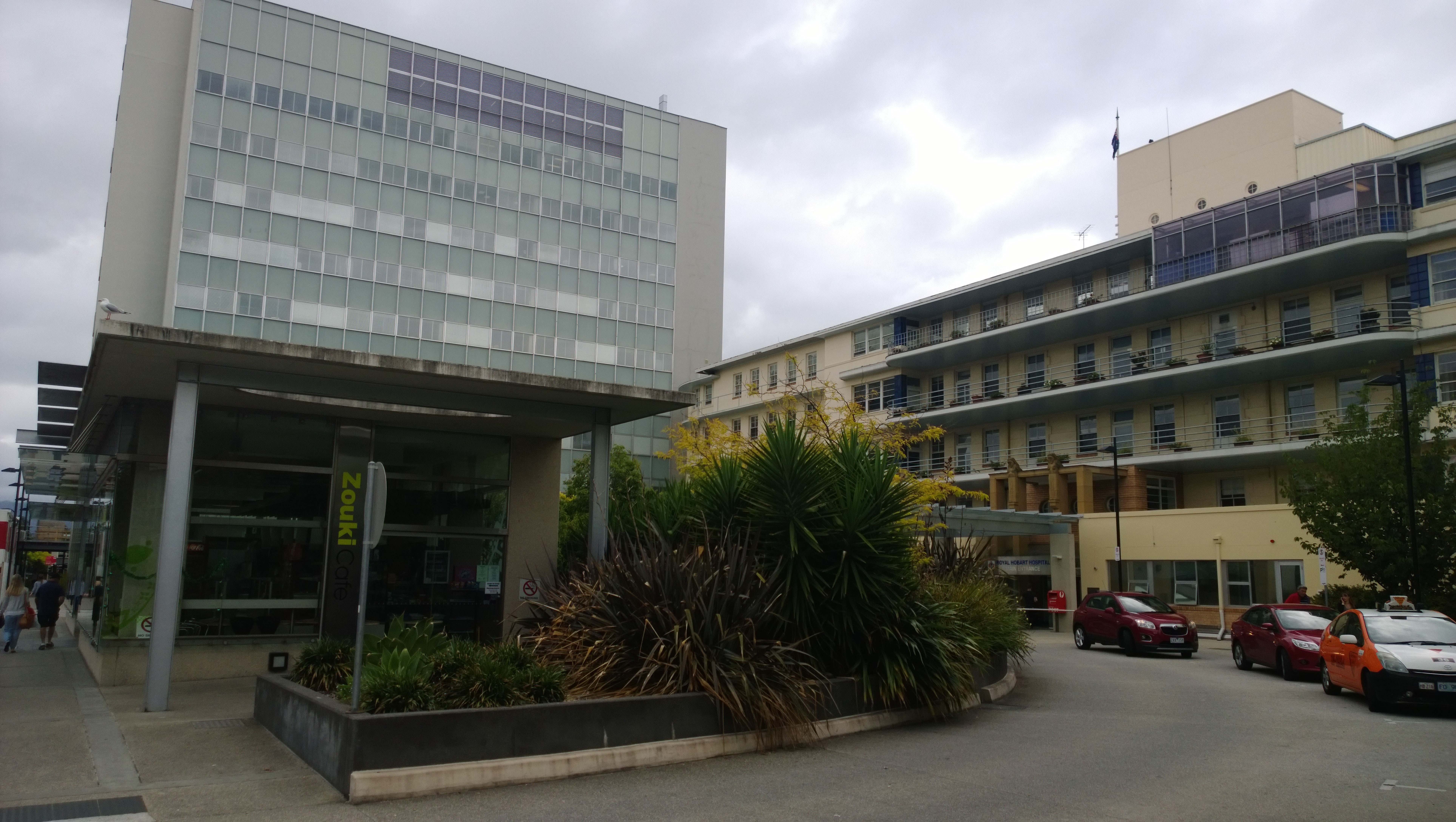
Le Royal Hobart Hospital en Tasmanie propose un programme de désensibilisation pour les personnes sujettes à de graves réactions anaphylactiques à la piqûre de fourmi sauteuse.
Pour les personnes âgées généralement de plus de 30 ans et ayant des antécédents de réactions allergiques graves (comme une insuffisance respiratoire et de l'hypotension), la désensibilisation par immunothérapie serait la plus bénéficiaire comme le montre le suivi de personnes non traitées. Alors que l'efficacité (capacité à induire un effet thérapeutique) d'une immunothérapie à base d'extrait du corps entier de fourmi sauteuse reste à prouver, l'immunothérapie à base de venin fait, elle, baisser le risque de réactions systémiques de 72 % à 3 %. Malgré le développement de l'extraction du venin, la petite taille du marché fait que sa disponibilité reste limitée. Une augmentation rapide des doses de venin injectées (immunothérapie rapide ou "ultrarush", 3 visites en deux semaines) augmente le risque de réactions systémiques par rapport à une augmentation plus lente ("semirush", 10 visites en 9 semaines) : 65 % contre 29 % pour les réactions systémiques et 12 % contre 0 % pour les réactions sévères,.
Lors d'essais cliniques comparant les effets du venin sur des patients sous placebo et d'autres sous immunothérapie de désensibilisation, des réactions systémiques ont été observées beaucoup plus souvent chez les personnes sous placebo que chez celles sous immunothérapie. De plus, les réactions ont été moins sévères chez les personnes sous immunothérapie.

### Prévention
La meilleure prévention reste d'éviter les fourmis sauteuses, même si cela n'est pas toujours possible. Il faut préférer le port de chaussures ou de bottes fermées avec des chaussettes, plutôt que des tongs ou des sandales qui exposeraient la personne à un risque de piqûre Cependant, les fourmis sauteuses sont capables de piquer à travers le tissu et peuvent se faufiler dans les vêtements par n'importe quelle ouverture.

### Pronostic
La plupart des gens font une réaction locale bénigne dont ils guérissent sans problème, environ 3 % des personnes souffrent d'une réaction locale grave, les décès sont rares. Entre 1980 et 2000, il n'y a eu que quatre décès répertoriés, tous en Tasmanie et tous des suites d'un choc anaphylactique (problèmes respiratoires graves et arrêt cardiaque),,. Selon d'autres études, le nombre de décès se monterait à six, cinq en Tasmanie (dont les quatre cités précédemment) et un autre en Nouvelle-Galles du Sud tous également des suites d'un choc anaphylactique. Aucune victime n'avait sur elle de l'adrénaline injectable. L'immunothérapie de désensibilisation peut prévenir les risques de décès.